# 四徳処
四徳処（しとくしょ、巴: Cattāri adhiṭṭhānāni, 梵: Catvāri-adhisthānāni）は仏教で説かれる四つの項目。四処、四住処、四功徳処（『十住毘婆沙論』）とも呼ばれる。四徳処という訳語は『成実論』に見られる。
長部『等誦経』、中部『界分別経』や『集異門足論』、『成実論』等で説かれ、龍樹作とされる『十住毘婆沙論』、『大智度論』、『菩提資糧論』等にも四住処への注釈が見られる。
- 慧住処（巴: paññā-adhiṭṭhāna, 慧処） - 漏尽通の成就。[3]
- 諦住処（巴: sacca-adhiṭṭhāna, 諦処） - 不動解脱の成就。[4]
- 捨住処（巴: cāga-adhiṭṭhāna, 捨処） - 一切の依拠すべき対象を捨て去ること。[5]
- 寂止住処（巴: upasama-adhiṭṭhāna, 滅処） - 貪・瞋・痴を残らず断ずること。[6]

## 大乗論師による言及
『菩提資糧論』によれば、一切の悟りへの資糧は四住処に包摂される。
さらに自在比丘の注釈によると、各項目に以下のように六波羅蜜が相応する。
- 諦処(梵: satya-adhisthāna) - 真実(satya)は不虚誑を特徴とする故に、戒であり、戒波羅蜜に相応する。[8]
- 捨処(梵: tyāga-adhisthāna) - 捨(tyāga)とは捨施である故に、布施波羅蜜に相応する。[9]
- 滅処(梵: upaśamā-adhisthāna) - 寂止(upaśamā)とは心が濁らないことであり、好ましいことや好ましくないことにかき乱されないことであるため、忍辱波羅蜜と禅定波羅蜜に相応する。[10]
- 慧処(梵: prajñā-adhisthāna) - 智慧(prajñā)は智慧波羅蜜に相応し、また努力なしには四住処は成就しないので、精進波羅蜜も慧処である。[11]